# Гексеракт
| Гексеракт            | Гексеракт                      |
| -------------------- | ------------------------------ |
| Гексеракт            |                                |
| Тип                  | Правильный шестимерный политоп |
| Символ Шлефли        | {4,3,3,3,3}                    |
| 5-мерных ячеек       | 12                             |
| 4-мерных ячеек       | 60                             |
| Ячеек                | 160                            |
| Граней               | 240                            |
| Рёбер                | 192                            |
| Вершин               | 64                             |
| Вершинная фигура     | Правильный 5-симплекс          |
| Двойственный политоп | 6-ортоплекс                    |

Гексеракт (англ. hexeract) — аналог куба в шестимерном пространстве.
Определяется как выпуклая оболочка точек {\displaystyle [\pm 1,\pm 1,\pm 1,\pm 1,\pm 1,\pm 1]}.
Также называется додека-6-топ, додекапетон или 6-гиперкуб.

## Связанные политопы
Двойственное гексеракту тело — 6-ортоплекс, шестимерный аналог октаэдра.
Если применить к гексеракту альтернацию (удаление чередующихся вершин), можно получить однородный шестимерный многогранник, называемый полугексеракт, который является представителем семейства полугиперкубов.

## Свойства
6-гиперобъём гексеракта можно вычислить по формуле ({\displaystyle a} — длина ребра):

{\displaystyle V_{6}=a^{6}}
5-гиперобъём гиперповерхности ({\displaystyle a} — длина ребра):

{\displaystyle V_{5}(hypersurface)=12a^{5}}
Радиус описанной гиперсферы ({\displaystyle a} — длина ребра):

{\displaystyle R={\frac {a{\sqrt {6}}}{2}}}
Радиус вписанной гиперсферы ({\displaystyle a} — длина ребра):

{\displaystyle r={\frac {a}{2}}}

## Состав
Гексеракт состоит из:
- 12 пентерактов
- 60 тессерактов
- 160 кубов или ячеек.
- 240 квадратов или граней
- 192 отрезка или ребра
- 64 точки или вершины

## Визуализация
Гексеракт можно визуализировать либо параллельным, либо центральным проецированием. В первом случае обычно применяется косоугольная параллельная проекция, которая представляет собой 2 равных гиперкуба размерности n-1, один из которых может быть получен в результате параллельного переноса второго (для гексеракта это 2 пентеракта), вершины которых попарно соединены. Во втором случае обычно используют диаграмму Шлегеля, которая выглядит как гиперкуб размерности n-1, вложенный в гиперкуб той же размерности, у которых вершины также попарно соединены (для гексеракта проекция представляет собой пентеракт, вложенный в другой пентеракт).
Также применяются и другие способы проецирования.

## Изображения
| · Проекция вращающегося гексеракта | Ортогональная проекция гексеракта |  |